# Naplovac Mali
Naplovac Mali je nenaseljeni hrvatski jadranski otočić. Nalazi se uz sjevernu obalu otoka Korčule, ispred istočnog dijela naselja Prigradica, oko 420 m od obale.
Površina otočića iznosi 3028 m², a iz mora se uzdiže 3 m.